# Galaxy Orbiter
Galaxy Orbiter is een indoor draaiende achtbaan in het Canadese attractiepark Galaxyland.
De achtbaan werd gebouwd door het Duitse bedrijf Gerstlauer en werd geopend op 17 juli 2007. Voor de bouw van de achtbaan, die boven meerdere attracties langs loopt, moesten de attracties Ufo Maze en de Rockin' Rocket verwijderd worden en moesten de Autosled en de Galaxykids Raceway tijdelijk worden gesloten.
De Galaxy Orbiter heeft 5 treinen bestaande uit 1 wagon met daarin 2 rijen tegenover elkaar met elk 2 personen. Het is sinds de verwijdering van Mindbender de langste achtbaan in het park Galaxyland.

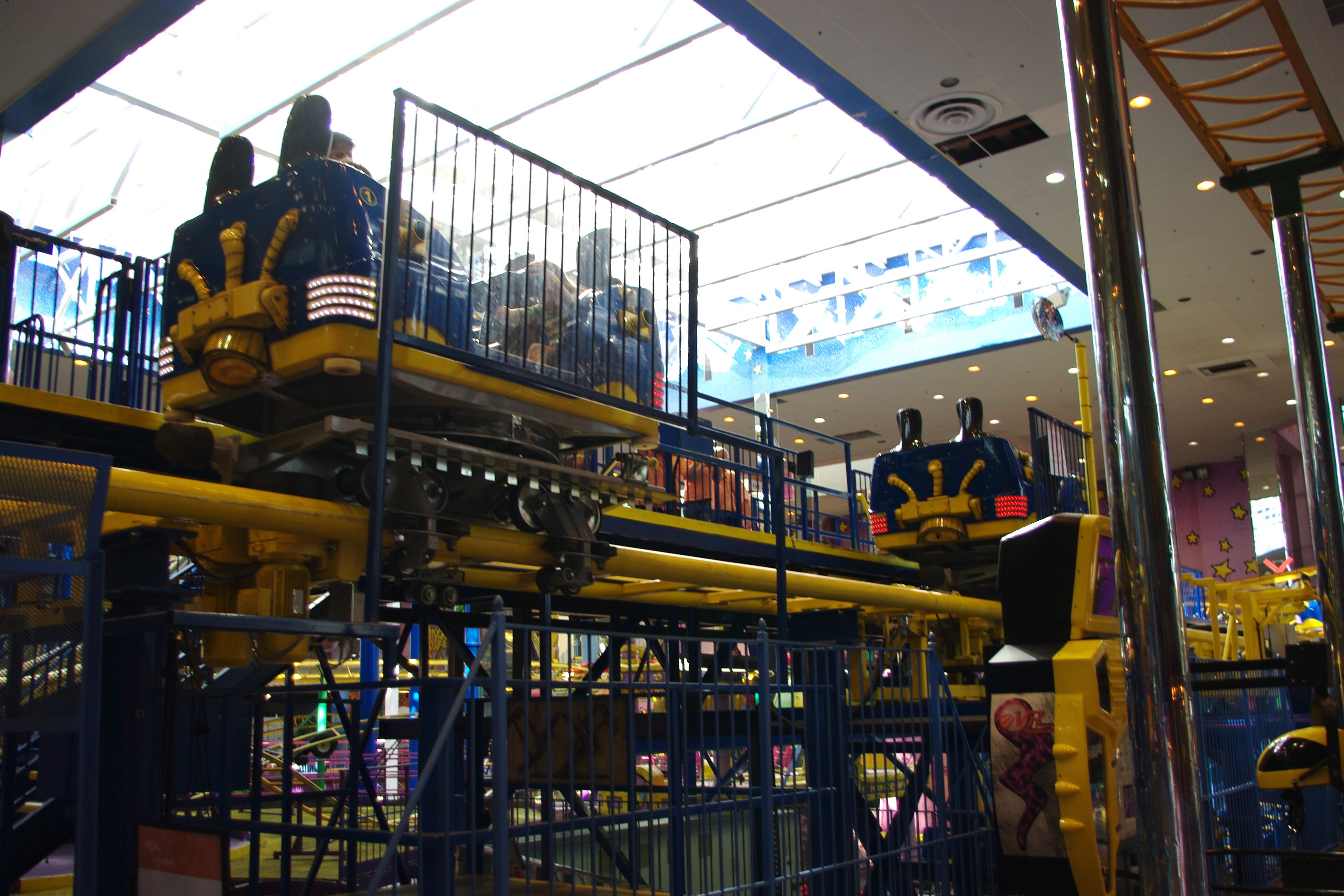
Een achtbaantrein van Galaxy Orbiter in een remvak.